# Platan na Černé louce
Platan na Černé louce, je solitérní památný strom platan javorolistý (Platanus hispanica Mill.), který se nachází v areálu výstaviště Černá louka ve čtvrti Moravská Ostrava v městském obvodu Moravská Ostrava a Přívoz, statutárního města Ostravy. Geograficky se nachází v Ostravské pánvi, na Moravě a Moravskoslezském kraji.

## Další informace
Platan javorolistý je křížencem mezi platanem západním (Platanus occidentalis) a platanem východním (Platanus orientalis). Dle
| Výška stromu:                        | 25,0 m                                        |
| Obvod kmene stromu ve výčetní výšce: | 4,85 m                                        |
| Poznámka:                            | na výstavišti Černá louka, za hlavním vstupem |
| Ochranné pásmo:                      | vyhlášené - svislý průměr koruny stromu       |
| Datum vyhlášení:                     | 1. ledna 1990                                 |

## Galerie

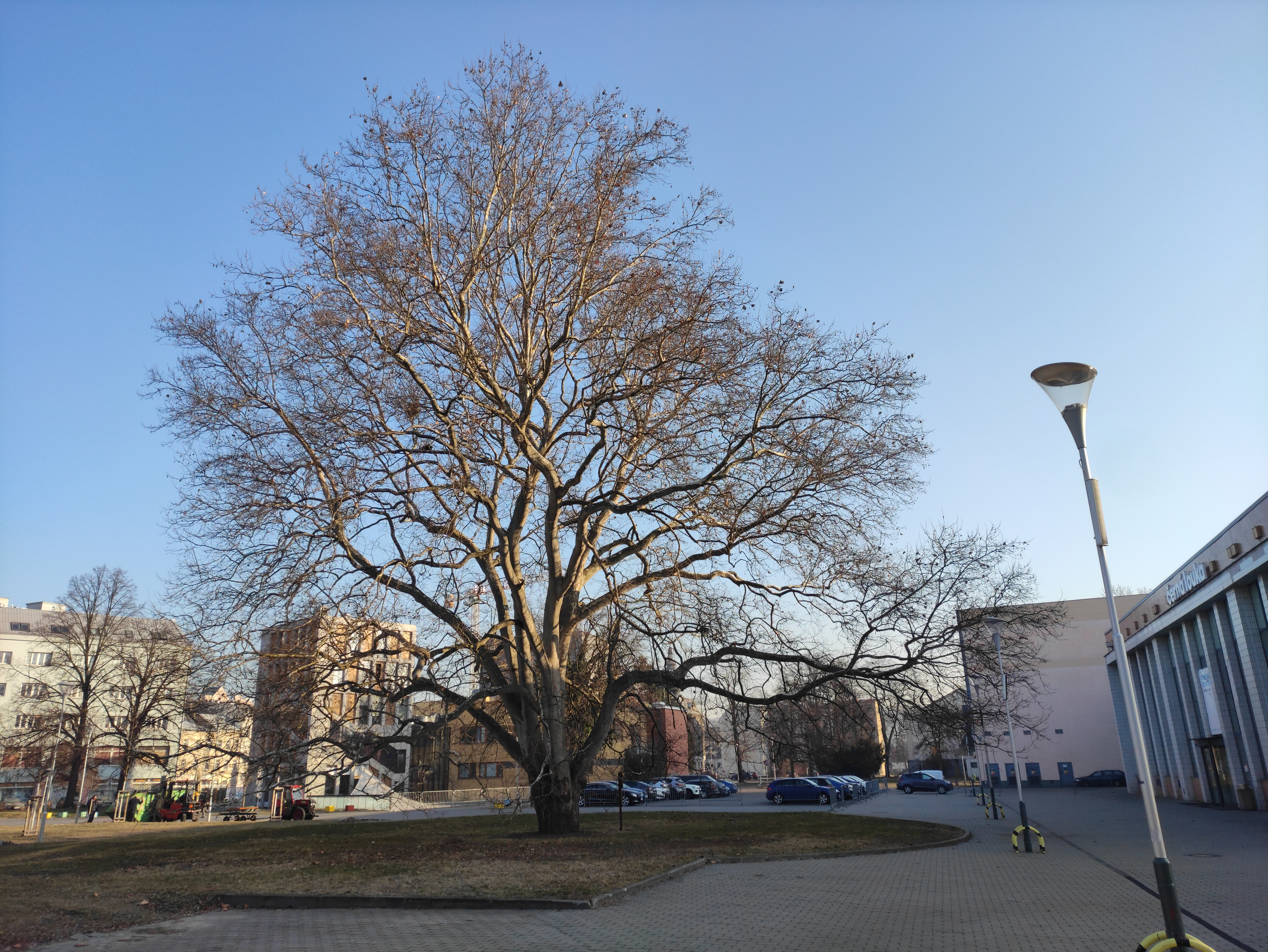
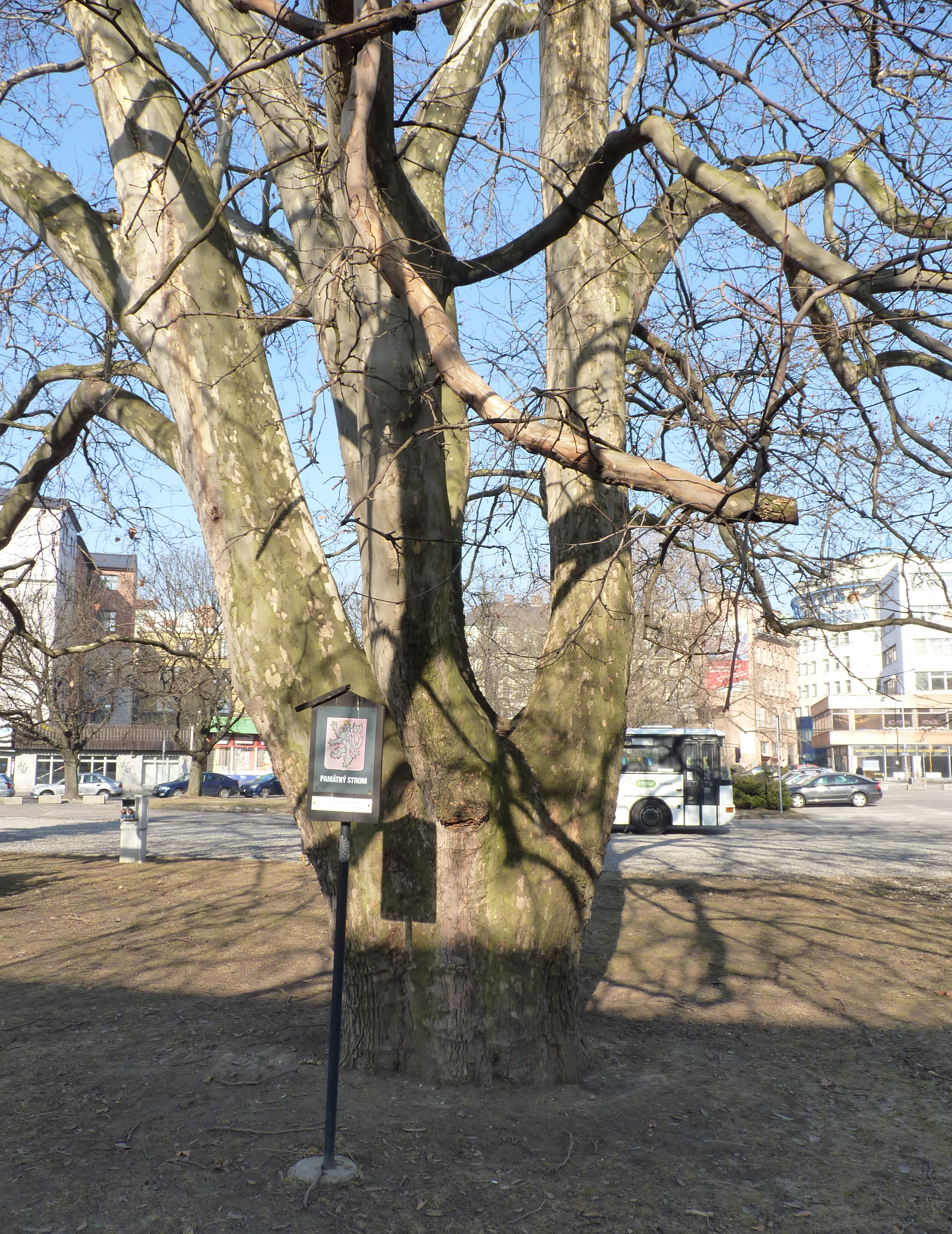
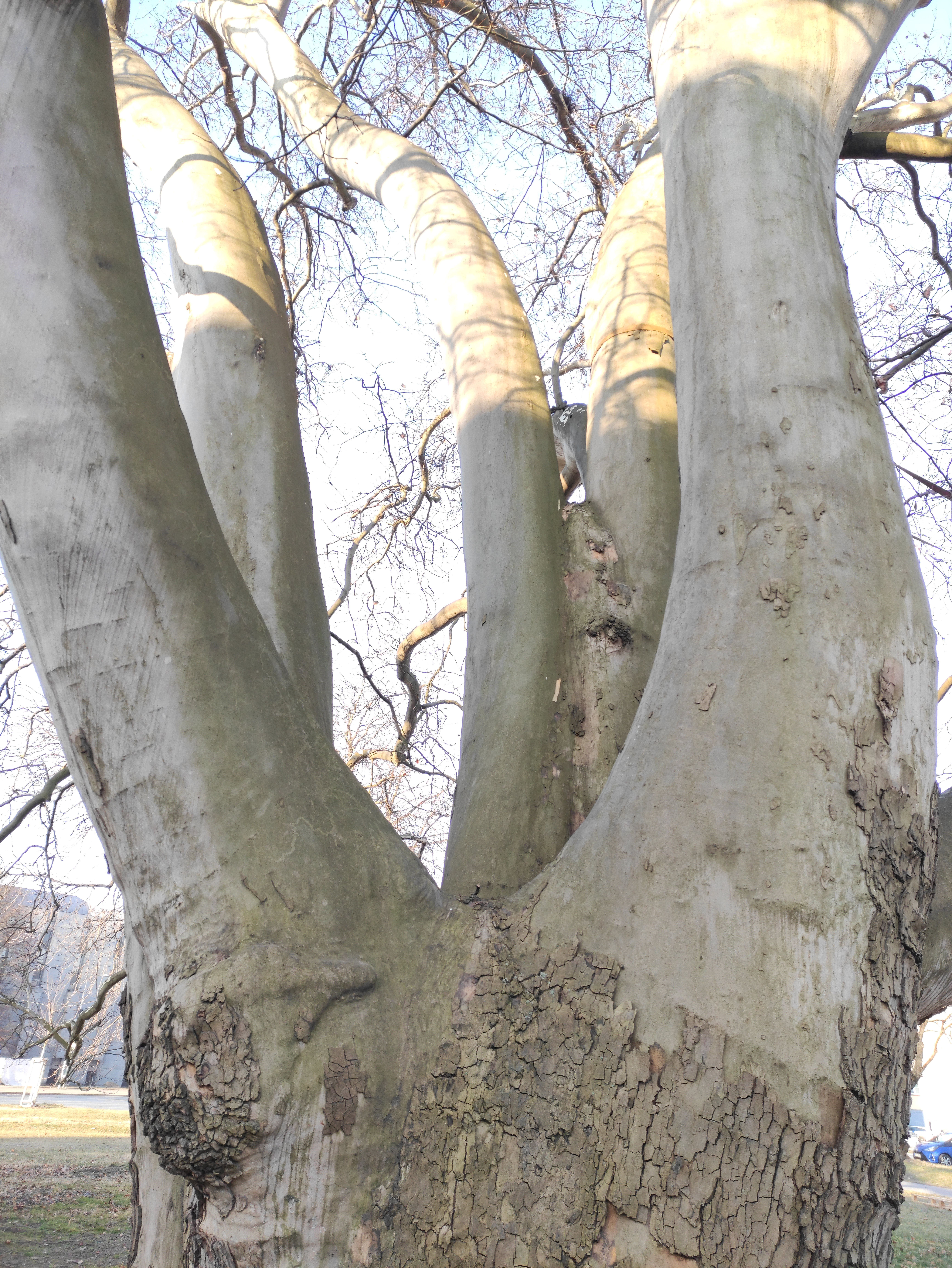
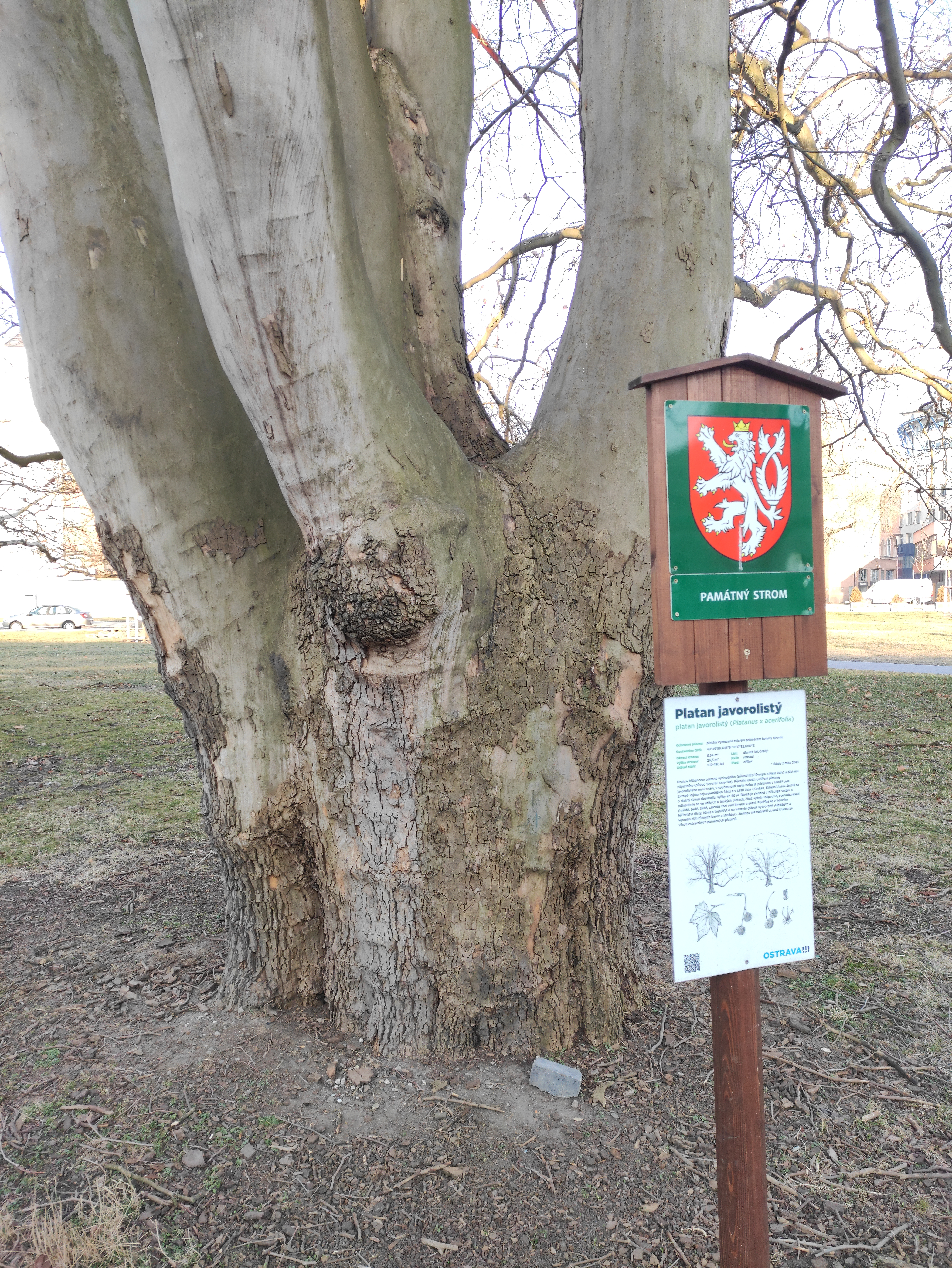
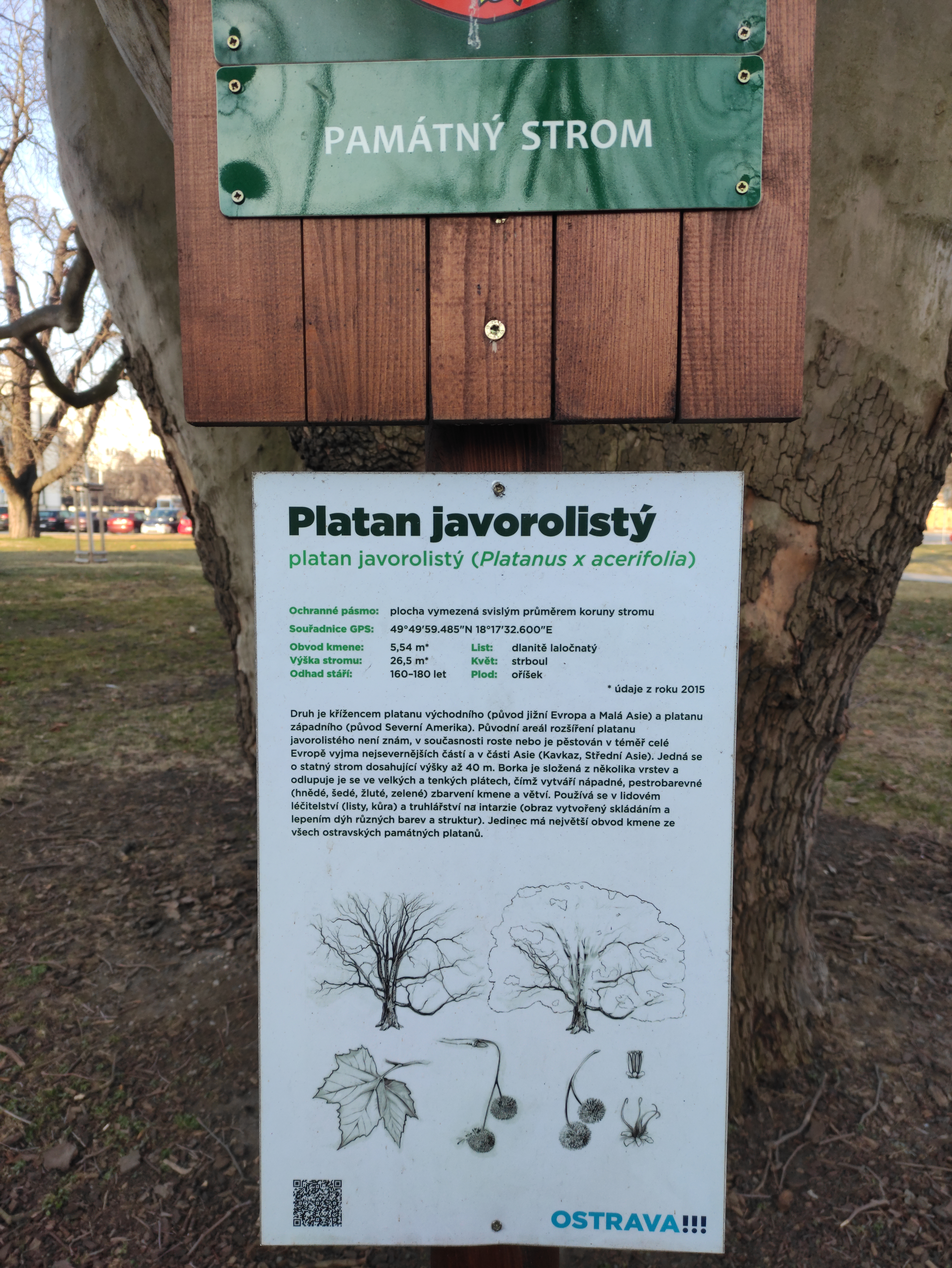